# 捕手

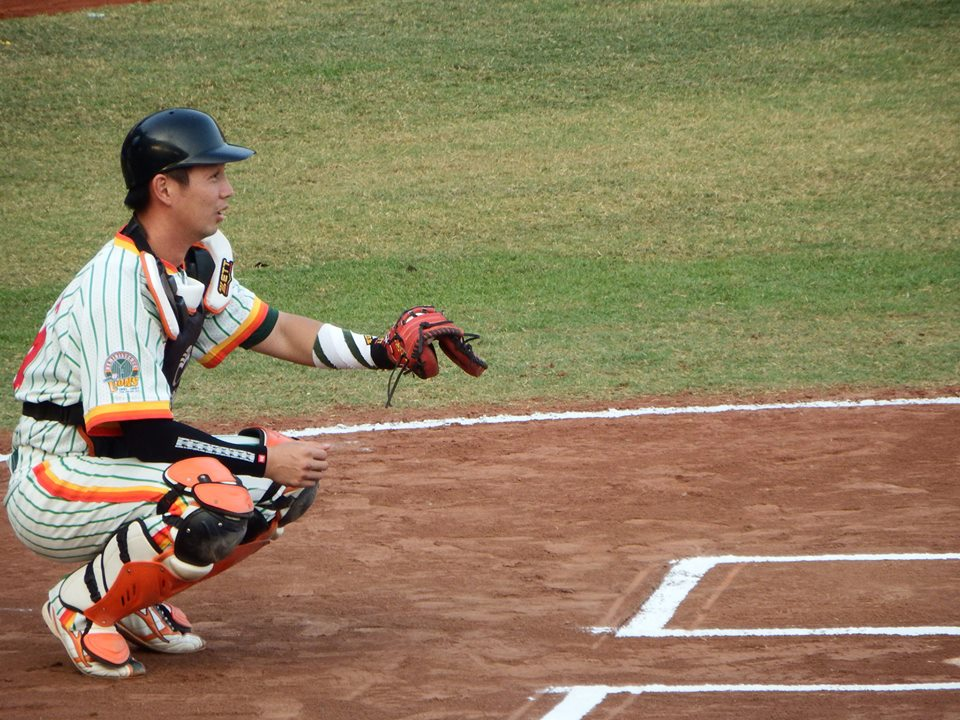
一名準備接球的捕手。（圖中捕手為中華職棒名捕高志綱）

捕手（英語：Catcher，通常簡寫成），是棒球或壘球比賽中的球員之一，負責接住投手投球及接捕本壘附近擊球，預防進攻者的盜壘，同時鎮守本壘大關阻止對方球員得分，以及指導投手配球與指揮場內守備球員的位置，有所謂「場上的教練」之稱。由於傳球方向的關係，捕手絕大部分為右撇子球員擔任。在紀錄逐局比賽過程時，通常以數字2來代表捕手這個守備位置。

## 安全防護

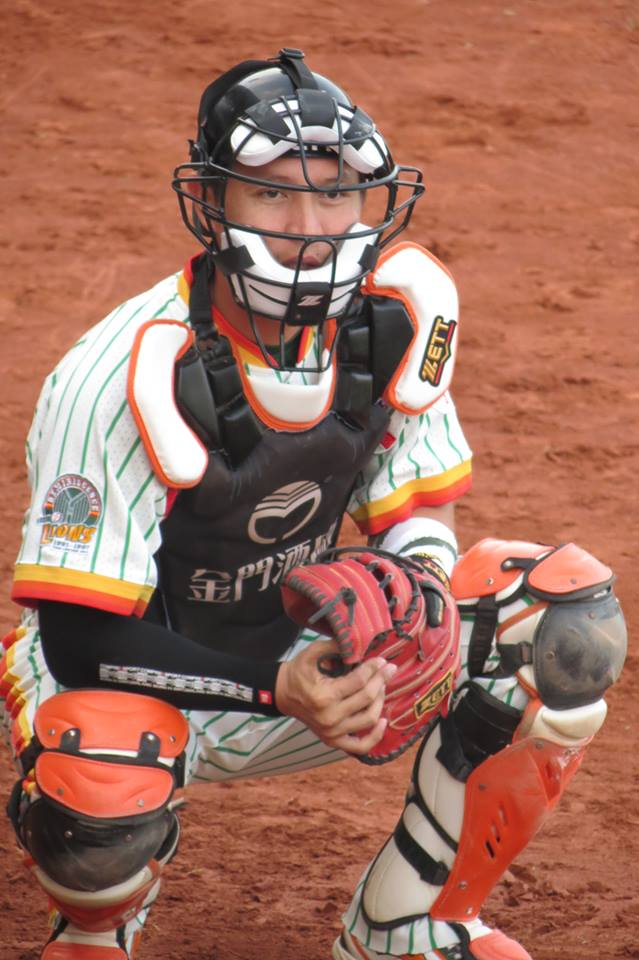
身穿完整裝備的一名捕手。（圖中捕手為高志綱）

由於捕手必須接捕投手時速時常高達130公里以上，甚至是超過150公里的投球，也經常會被打者所擊出的擦棒球擊中，且必須應付對方球員為了安全得分而採取的強力甚至是危險的衝撞（此一衝撞行為為棒球規則所允許，稱為「合法衝撞」），因此捕手是所有守備位置中裝備最多，防護最完善的一個。捕手上場守備時，頭部會戴上面罩，胸前會穿著護具，膝蓋、小腿、腳踝和鼠蹊部等部位亦需穿戴護具，同時捕手手套也是所有手套中最厚的。

## 打擊能力
一般而言，捕手最重要的是守備、配球及指揮球隊的能力，責任繁重，且整場比賽需以不舒服的蹲姿來進行守備，因此打擊能力通常較弱，跑壘速度通常也較慢，在打序中通常會被安排在後段。然而近年來兼具守備、配球、指揮與打擊能力的捕手陸續出現，此類捕手即所謂的「攻擊型捕手」，如美國職棒大聯盟的明尼蘇達雙城的喬·莫爾、聖路易紅雀隊的雅迪爾·莫里納、舊金山巨人的巴斯特·波西、已退休的麥克·皮耶薩、荷黑·波沙達、伊凡·羅德里奎茲，日本職棒讀賣巨人隊的阿部慎之助、福岡軟體銀行鷹的城島健司、日本職棒前東北樂天金鷲監督野村克也、中華職棒樂天桃猿的林泓育等。
其中麥克·皮耶薩保有大聯盟捕手最多全壘打紀錄（423支），野村克也更是留有日本職棒紀錄第二多的657支全壘打（僅次於王貞治的868支）與2901支安打（僅次於張本勳的3085支）。

## 外部連結
- 捕手在台灣棒球維基館上的頁面（繁體中文）